# Kita (Sapporo)
Kita o Kita-Ku (北区) és un districte de la ciutat de Sapporo. És tracta del districte més poblat de la ciutat. El nom del districte vol dir literalment "Nord", fent referència a la seua ubicació al respecte de la ciutat.

## Geografia
El districte de Kita està situat en la zona nord de Sapporo. La part meridional del districte és la més urbanitzada i és, en resum, una continuació del veí districte de Chūō, el districte principal de Sapporo. El riu Ishikari passa i limita la part septentrional del districte de Kita.
Kita-Ku és conegut per ser un dels llocs més freds i amb forts vents de Sapporo, i en hivern es poden apreciar les fortes neus des del tren.

## Política
L'Ajuntament de Sapporo té una branca a tots els districtes, i entre d'ells, el de Kita-ku. Si bé, aquesta branca municipal i l'estatus polític i administratiu del districte no es pot comparar al dels 23 districtes especials de Tòquio.
Aquesta branca de l'ajuntament de Sapporo presta als veïns del districte de Kita els mateixos serveis que el propi ajuntament, però sense la necessitat de desplaçar-se fins al centre (la seu central de l'ajuntament es troba al districte de Chūō.
A les eleccions municipals de 2019 els habitants del districte de Kita van triar els següents representants a la cambra municipal de Sapporo:
| Partit | Partit                           | Partit | Regidors |
| ------ | -------------------------------- | ------ | -------- |
|        | Partit Liberal Democràtic        | PLD    | 4 / 10   |
|        | Partit Democràtic Constitucional | PDC    | 3 / 10   |
|        | Kōmeitō                          | KMT    | 1 / 10   |
|        | Citizen's Network of Hokkaido    | Net    | 1 / 10   |
|        | Partit Comunista del Japó        | PCJ    | 1 / 10   |
|        | Escons vacants                   |        | 0 / 10   |